# Saint-François (Guadalupe)

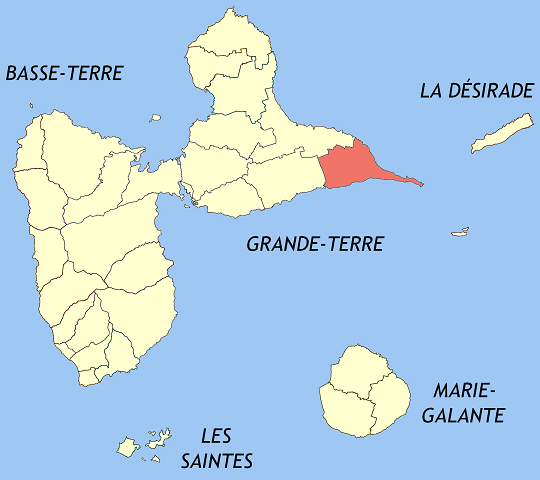
Ubicació de Saint-François dins de la Guadalupe

Saint-François és un municipi francès, situat a Guadalupe, una regió i departament d'ultramar de França situat a les Petites Antilles. L'any 2006 tenia 8.180 habitants. Limita al nord amb Le Moule i a l'oest amb Sainte-Anne.

## Demografia
| 10.674                                     | 13.424 |
| Des de 1962: població sense dobles comptes |        |

## Administració
| Període   | Identitat          | Partit |
| --------- | ------------------ | ------ |
| 1989-2008 | Ernest Moutoussamy | PPDG   |
| 2008-     | Laurent Bernier    | UMP    |

## Agermanaments
- Ouidah (Benin)